# NGC 4504
NGC 4504 ist eine Balken-Spiralgalaxie vom Hubble-Typ SBc im Sternbild Jungfrau auf der Ekliptik. Sie ist schätzungsweise 39 Millionen Lichtjahre von der Milchstraße entfernt und hat einen Durchmesser von etwa 35.000 Lj.

Im selben Himmelsareal befinden sich u. a. die Galaxien NGC 4487, NGC 4520, IC 799.
Das Objekt wurde am 20. März 1789 von dem deutsch-britischen Astronomen William Herschel mit Hilfe seines 18,7-Zoll-Spiegelteleskops entdeckt.